# エディ・ダラム
エディ・ダラム（Eddie Durham、1906年8月19日 - 1987年3月6日）は、テキサス州サンマルコスに生まれ、スウィング・ジャズの時代に活動した、アメリカ合衆国のジャズ・ギタリスト、トロンボーン奏者、作曲家、編曲家。ダラムは、キャブ・キャロウェイ、ウィリー・ブライアント、アンディ・カーク、グレン・ミラー、ジミー・ランスフォード、カウント・ベイシーなどのミュージシャンたちと共演した作品で知られている。
ダラムは、エドガー・バトルとともに、カウント・ベイシー・オーケストラが最初に録音した「トプシー」を作曲した。ダラムは、グレン・ミラーの「イン・ザ・ムード」の編曲者とされることがあるが、これについては議論がある。ダラムはまた、1938年にレスター・ヤングのカンザスシティ・ファイヴのセッションでギブソンのES-150を弾き、世界で最初にジャズでエレクトリック・ギターのソロを録音した人物となった。同じ年にエレクトリック・ギターの演奏を録音した演奏者の中には、ビッグ・ビル・ブルーンジーと共演したジョージ・バーンズなどもいた。

## ディスコグラフィ

### リーダー・アルバム
- Eddie Durham (1974年、RCA)
- Blue Bone (1981年、JSP)

### 参加アルバム
- ベニー・モーテン : Band Box Shuffle (2000年、Hep) ※1929年–1932年録音。コンピレーション
- ジミー・ランスフォード : The Complete Jimmie Lunceford Decca Sessions Vol. 3, 4, 5 (2011年、Mosaic) ※1935年–1939年録音。コンピレーション
- カウント・ベイシー : The Original American Decca Recordings (1992年、GRP) ※1937年-1939年録音。コンピレーション
- カウント・ベイシー : The Complete Decca Recordings (1992年、GRP) ※1937年-1941年録音。コンピレーション
- レスター・ヤング : 『レスター・ヤングとカンサス・シティ・ファイヴ』 - Lester Young with the Kansas City Five (1961年、Commodore) ※1938年、1944年録音
- グレン・ミラー : The Complete Glenn Miller (13CD) (1975年、RCA Bluebird) ※1938年-1942年録音。コンピレーション